# Origin (программа)
Origin — пакет программ фирмы OriginLab Corporation для численного анализа данных и научной графики, работающий на компьютере под управлением операционной системы Microsoft Windows.
Для выполнения операций можно как использовать инструмент графического интерфейса пользователя (диалоги/меню), так и вызывать их в программах. В Origin включён собственный компилятор C/C++ с поддержкой и оптимизацией векторных и матричных вычислений.
Origin создана для создания двумерной, трёхмерной научной графики, которая создаётся с помощью готовых шаблонов, доступных для редактирования пользователем. Также возможно создавать новые собственные шаблоны. После создания изображения оно может быть отредактировано с помощью меню и диалогов, вызываемых двойным щелчком мыши на его элементах. Можно экспортировать полученные графики и таблицы в ряд форматов, таких как PDF, EPS, WMF, TIFF, JPEG, GIF и др.
С помощью Origin можно проводить численный анализ данных, включая различные статистические операции, обработку сигналов и т. п.

## История версий
- 1993 — Origin 2[1]
- февраль 1995 — Origin 4.1
- август 1997 — Origin 5.0
- июнь 1999 — Origin 6.0
- сентябрь 2000 — Origin 6.1
- февраль 2002 — Origin 7.0
- октябрь 2003 — Origin 7.5
- октябрь 2007 — Origin 8[2]
- ноябрь 2009 — Origin 8.1
- октябрь 2010 — Origin 8.5
- апрель 2011 — Origin 8.5.1
- октябрь 2012 — Origin 9.0
- октябрь 2014 — Origin 2015
- октябрь 2015 — Origin 2016
- ноябрь 2016 — Origin 2017[3]